# Notopterophorus papilio
Notopterophorus papilio är en kräftdjursart som beskrevs av Hesse 1864. Notopterophorus papilio ingår i släktet Notopterophorus, och familjen Notodelphyidae. Arten är reproducerande i Sverige.